# Uzi (rapper 1998)
Uzi, pseudonimo di Utku Cihan Yalçınkaya (Güngören, 30 agosto 1998), è un rapper turco, il primo artista turco a piazzare un'entrata nella Billboard Global Excl. U.S. redatta dall'omonima rivista statunitense nel 2021 in seguito all'uscita del primo album in studio da solista Kan, nonché il secondo in assoluto dopo Ezhel.

## Biografia
Nato nel distretto di Güngören, a Istanbul, ha intrapreso la propria carriera musicale nel 2019 con la messa in commercio di diverse pubblicazioni attraverso l'etichetta M.O.B Entertainment e collaborazioni con numerosi artisti, tra cui Dua, brano pop rap inciso con la cantante Güneş e supportato dal relativo video musicale, la cui divulgazione è avvenuta a dicembre 2020. Il 19 marzo 2021 è stato pubblicato il primo album da solista del rapper, Kan, trainato dal singolo Makina, che ha infranto record di streaming nelle piattaforme nazionali. Anche le tracce Umrumda değil e KRVN si sono rivelate hit. Quest'ultima ha riscosso un notevole successo, totalizzando oltre 8,6 milioni di riproduzioni streaming a livello globale, Stati Uniti d'America esclusi, secondo Billboard nel periodo 22-29 aprile, registrando un incremento di determinato fattore del 141% rispetto alla settimana precedente. In questo modo Uzi è divenuto il primo artista di nazionalità turca a ottenere un ingresso nella classifica Billboard Global Excl. U.S, e il secondo in generale, dopo Ezhel e la sua Allah'indan bul, uscita nel mese di ottobre 2020. Agli Head & Soulders Nr1 Video Müzik Ödülleri, presentati sul canale televisivo TV8, ha ricevuto una candidatura nella categoria Rising Star. Ai Pantene Altın Kelebek Ödülleri è stato invece nominato nella categoria di miglior artista rap.
Kan è stato il disco di maggior successo su Spotify del 2021 in suolo turco. Nei primi mesi del 2022 l'artista è stato impegnato in una serie di concerti che lo hanno tenuto occupato fino a marzo, e in modo particolare, quello svolto al Bostancı Show Center ha avuto una notevole risonanza mediatica a causa dell'intervento da parte delle squadre antidroga. In seguito al lancio della Turkey Songs da parte di Billboard, ha piazzato Paparazzi al 2º posto, Cindy al 10º e due tracce di Kan all'interno della top 25.
Con la messa in commercio del singolo Arasan da, uscito nel marzo 2022, ha conseguito la sua prima numero uno nella graduatoria turca per quattro settimane consecutive.

## Discografia

### Album in studio
- 2019 – Output Nr.1 (con Murda)
- 2021 – Kan
- 2022 – El Chavo
- 2023 – Youngsta
- 2025 – 9

### EP
- 2019 – Favela
- 2025 – Neon

### Singoli
- 2019 – Zehirli melodiler (con Vio, Burry Soprano, Tepki, Motive, Atlas e Baskın)
- 2019 – Mis gibi (con Motive)
- 2019 – 212 (con Tepki, Aksan, Emre Bakış e Motive)
- 2020 – Düş yakamdan
- 2020 – Paranoya
- 2020 – Makina
- 2020 – Turkish Nightmare (con Eko Fresh, Killa Hakan, Motive e Hayki)
- 2020 – Dua (con Güneş)
- 2021 – Mektup (con Motive e Aksan)
- 2021 – Milyoner (con Critical)
- 2021 – Amcas RMX (con Batuflex e Lvbel C5 feat. Critical)
- 2021 – Le cane (con Muti, Critical e Heijan)
- 2021 – KHRBR (con Ati242 e Batuflex feat. Lvbel C5, Motive & Murda)
- 2021 – Cindy
- 2021 – Paparazzi
- 2022 – Arasan da
- 2022 – RS (con Bartofso e Murda)
- 2022 – Para (con Montiego)
- 2022 – Sür (con Aksan)
- 2023 – Vampir
- 2023 – İntikam (con Muti e Heijan)
- 2023 – Caney
- 2023 – Ağzi bozuk
- 2023 – International (con Russ Millions)
- 2023 – Ailem (con Cairo e Narco)
- 2024 – İstanbul (con Etki)
- 2024 – Şampiyon
- 2024 – Sevgi (con Murda)
- 2024 – Her yer favela (con Critical e Heijan feat. Muti)
- 2024 – Kanıtlandık (con Aksan)
- 2025 – Yalan dünya
- 2025 – Dede gang (con Critical)

### Collaborazioni
- 2021 – Acayi̇p (Ali471 feat. Uzi)